# Providence (komiks)
Providence – amerykańska seria komiksowa autorstwa angielskiego scenarzysty Alana Moore'a i amerykańskiego rysownika Jacena Burrowsa, wydana w formie 12 zeszytów między majem 2015 a kwietniem 2017 przez Avatar Press. Nawiązująca do tzw. mitologii Cthulhu stworzonej przez H.P. Lovecrafta, Providence jest jednocześnie prequelem i sequelem do dwóch innych miniserii komiksowych Moore'a i Burrowsa, Podwórze (ang. Alan Moore's The Courtyard) i Neonomicon. Wszystkie po polsku opublikowało wydawnictwo Egmont Polska w zbiorczych tomach.

## Fabuła
Akcja serii, utrzymanej w konwencji horroru, rozgrywa się w 1919 na wschodnim wybrzeżu Stanów Zjednoczonych. Robert Black, nowojorski dziennikarz piszący dla dziennika "New York Herald", bierze urlop, by poświęcić się pisaniu powieści. Zainspirowały go niedawne wydarzenia: własne dziennikarskie śledztwo w sprawie tajemniczej alchemicznej księgi rzekomo wprawiającej czytelników w szaleństwo i samobójstwo jego kochanka Jonathana. W trakcie zbierania materiałów do swojej publikacji Robert natrafia na zagadkowe postaci i odkrywa mroczne tajemnice.

## Tomy zbiorcze
| Tom | Tytuł i rok wydania polskiego | Tytuł i rok wydania oryginalnego | Zawartość        |
| --- | ----------------------------- | -------------------------------- | ---------------- |
| 1   | Providence. Tom 1 (2019)      | Providence, Act 1 (2016)         | Providence #1–4  |
| 2   | Providence. Tom 2 (2019)      | Providence, Act 2 (2017)         | Providence #5–8  |
| 3   | Providence. Tom 3 (2020)      | Providence, Act 3 (2017)         | Providence #9–12 |